# Conjunto vazio
Em matemática, mais especificamente em teoria dos conjuntos, o conjunto vazio é o único conjunto que não possui elementos. Dizemos que o seu tamanho ou cardinalidade é zero. Em algumas teorias de conjuntos a sua existência é postulada mediante o axioma do conjunto vazio; em outras é deduzida.
Um termo alternativo para conjunto vazio, porém inadequado, é conjunto nulo que possui, em teoria da medida, um significado técnico não-equivalente. Realmente, o conjunto vazio é, por definição de medida, um conjunto de medida nula, mas é o único conjunto de medida nula sem elementos.

Símbolo usado para denotar o conjunto vazio

Uma notação para o conjunto vazio, bastante comum, é "{ }". Duas outras notações, igualmente comuns, são "{\displaystyle \varnothing }" e "{\displaystyle \emptyset }". Estas foram introduzidas pelo grupo Bourbaki (mais especificamente por André Weil), em 1939, e são inspiradas na letra Ø do alfabeto dano-norueguês (e não possuem, de maneira alguma, relação com a letra grega Φ). Outras notações para o conjunto vazio, de uso menos frequente, são "Λ" e "0".

## Unicidade
Uma consequência direta do axioma da extensão é
Existe um único conjunto vazio.
Ora, se {\displaystyle U} e {\displaystyle V} são conjuntos distintos, deduz-se com o axioma da extensão que
{\displaystyle (\exists x)(x\in U\setminus V\lor x\in V\setminus U).}
Mas isto, por sua vez, implica
{\displaystyle (\exists x)(x\in U\lor x\in V).}
Logo, {\displaystyle U} e {\displaystyle V} distintos não podem ser ambos vazios.
Apenas em palavras:
Se dois conjuntos são diferentes então, pela contrapositiva do axioma da extensão, um deles possui um elemento que o outro não possui. Como os conjuntos em questão são vazios, não possuem elemento algum e, assim, somos obrigados a admitir que são iguais.

## Propriedades
Muitas propriedades sobre conjuntos são trivialmente satisfeitas pelo conjunto vazio. Por exemplo, para mostrar que um conjunto {\displaystyle B} é subconjunto de um conjunto {\displaystyle A}, é necessário mostrar que todo elemento de {\displaystyle B} é também um elemento de {\displaystyle A}. E, logicamente, para mostrar que {\displaystyle B} não é subconjunto de {\displaystyle A}, é preciso exibir um elemento de {\displaystyle B} que não seja elemento de {\displaystyle A}. Assim, em particular, como {\displaystyle \varnothing } não possui elementos, não é possível mostrar que {\displaystyle \varnothing } não é subconjunto de um conjunto dado {\displaystyle A}. Logo, somos obrigados a aceitar que {\displaystyle \varnothing \subset A} qualquer que seja o conjunto {\displaystyle A}.
Tal como se argumenta em favor de que {\displaystyle \varnothing \subset A} para todo conjunto {\displaystyle A}, mostra-se que o conjunto vazio é um conjunto aberto da reta. De fato, para mostrar que {\displaystyle \varnothing } é aberto precisa-se mostrar que todo ponto de {\displaystyle \varnothing } é ponto interior. Como {\displaystyle \varnothing } não possui pontos, não possui também pontos que não são interiores e, assim, é, por impossibilidade de prova em contrário, um aberto da reta.
Em geral, para refutar que um conjunto {\displaystyle A} não possui uma propriedade {\displaystyle p} é necessário exibir um {\displaystyle x\in A} que invalida a propriedade, isto é, tal que {\displaystyle p(x)} é falsa. Assim, como {\displaystyle \varnothing } não possui elementos, é comum não se poder mostrar que {\displaystyle \varnothing } não possui uma dada propriedade {\displaystyle p}. Dizemos que tais propriedades são verdadeiras por vacuidade (isto é, por impossibilidade de mostrar-se o contrário).

### Propriedades topológicas
- O conjunto vazio é aberto. De fato, por definição de topologia; ou ainda, como argumentado acima, porque não contém pontos que não sejam interiores.
- O conjunto vazio é fechado. Por definição de topologia, o espaço inteiro é sempre aberto. Deste modo, como complementar de aberto é fechado, segue que o vazio é fechado. Noutros termos, um conjunto é fechado quando contém todos os seus pontos de acumulação. Como {\displaystyle \varnothing } não possui pontos, não existem sequências de pontos {\displaystyle (x_{n})_{n\in \mathbb {N} }\subset \varnothing } e, assim, {\displaystyle \varnothing } não possui pontos de acumulação e é, portanto, fechado.
- O conjunto vazio é compacto. Como todo conjunto finito é compacto, {\displaystyle \varnothing } é compacto. Mais trivialmente, como {\displaystyle \varnothing } está contido em todo conjunto, em particular nos abertos, qualquer coleção finita de abertos cobre {\displaystyle \varnothing }.
- O conjunto vazio é conexo. Ora, para que {\displaystyle \varnothing } fosse desconexo, seria preciso que existissem dois abertos {\displaystyle U} e {\displaystyle V} não-vazios e disjuntos tais que {\displaystyle U\cup V=\varnothing }. Agora, a união de dois conjuntos não-vazios é sempre não-vazia e, portanto, {\displaystyle U\cup V\neq \varnothing } para quaisquer abertos não-vazios {\displaystyle U} e {\displaystyle V}.

### Supremo e ínfimo
Uma vez que o conjunto vazio não possui elementos, quando considerado como um subconjunto de um conjunto ordenado, todo elemento do conjunto ordenado é uma cota superior e, também, uma cota inferior para o conjunto vazio. Por exemplo, quando considerado como um subconjunto de {\displaystyle \mathbb {R} }, munido da ordem usual, todo número real é tanto uma cota superior como uma cota inferior para o conjunto vazio. Assim, na reta real estendida, temos
{\displaystyle \sup \varnothing =\min(\{-\infty ,+\infty \}\cup \mathbb {R} )=-\infty }
e
{\displaystyle \inf \varnothing =\max(\{-\infty ,+\infty \}\cup \mathbb {R} )=+\infty .}

### Teoria das categorias
Dado um conjunto {\displaystyle A} qualquer, {\displaystyle \varnothing \times A=\varnothing } e, assim, existe uma única função {\displaystyle f:\varnothing \rightarrow A}, a função vazia. Como resultado, o conjunto vazio é o único objeto inicial na categoria dos conjuntos.
Podemos ainda fazer do conjunto vazio um espaço topológico, chamado espaço vazio, definindo sobre ele a seguinte topologia: {\displaystyle \tau =\{\varnothing \}}. Este espaço topológico é o único objeto inicial na categoria dos espaços topológicos.

## Questões filosóficas
Se por um lado o conceito de conjunto vazio é comum e amplamente aceito em matemática, por outro permanece como uma curiosidade ontológica, sendo discutido por filósofos e lógicos.
O conjunto vazio não é o mesmo que nada; é um conjunto com nada dentro e um conjunto é sempre algo. Esta questão pode ser melhor ilustrada com a analogia: uma sacola vazia, mesmo que vazia, ainda existe; e isto não se discute. Darling (2004) explica que o conjunto vazio não é nada senão "o conjunto de todos os triângulos com quatro lados, de todos os números maiores do que nove e menores do que oito, e o conjunto de todos os movimentos de abertura, em xadrez, que envolvam um rei."
O silogismo popular
Nada é melhor do que a eterna felicidade. Um sanduíche de presunto é melhor do que nada. Logo, um sanduíche de presunto é melhor do que a eterna felicidade
é, frequentemente, usado para demonstrar a relação filosófica entre o conceito de nada e de conjunto vazio. Darling escreve que a diferença pode ser vista quando se reescreve as afirmações "Nada é melhor do que a eterna felicidade" e "Um sanduíche de presunto é melhor do que nada" em linguagem mais matemática. De acordo com Darling, as duas afirmações são, respectivamente, equivalentes a "O conjunto de todas as coisas que são melhores do que a eterna felicidade é {\displaystyle \varnothing }" e "O conjunto {sanduíche de presunto} é melhor do que o conjunto {\displaystyle \varnothing }". Enquanto a primeira frase é uma comparação entre elementos de conjuntos, a segunda é uma comparação entre dois conjuntos.